# 三菱商事エネルギー

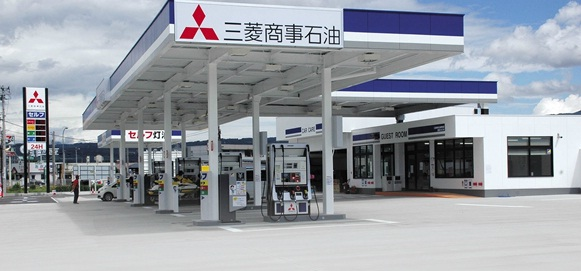
スリーダイヤマークSS
（旧・三菱商事石油）

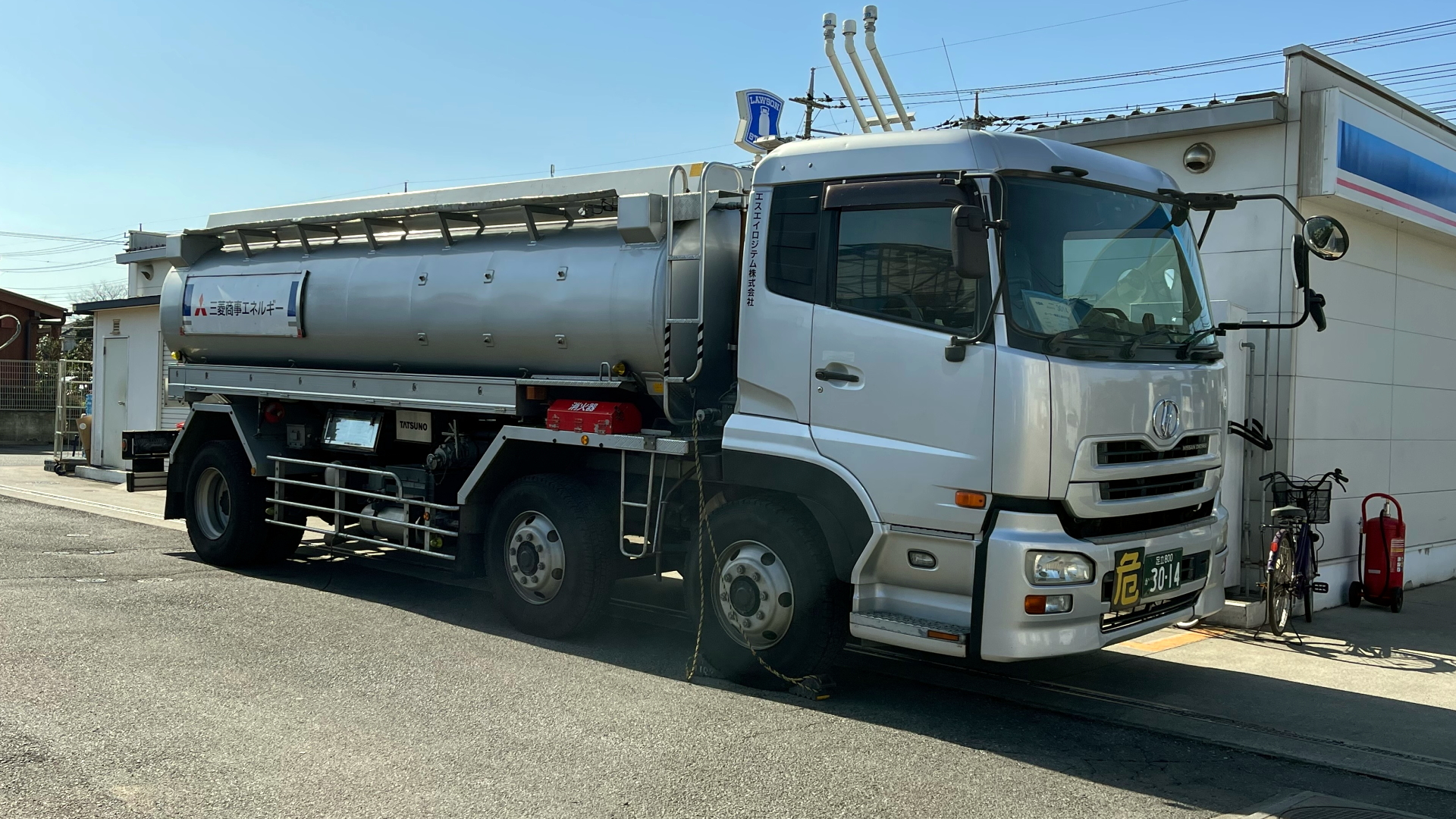
三菱商事エネルギー表記のタンクローリー

三菱商事エネルギー株式会社（みつびししょうじエネルギー）は、三菱商事株式会社の完全子会社であり、日本最大規模の石油卸売・リテール会社である。全国各地の特約店（約300社）並びに事業投資先が運営する約950ヶ所のガソリンスタンドを通じて、ガソリン・灯油・軽油等の石油製品の販売を行う他、需要家向けに各種石油製品の供給を行っている。本社は東京都千代田区。

## 概要
1990年1月に三菱商事の石油リテール本部を分社化し三菱商事石油株式会社として設立。三菱商事グループの石油事業に於けるダウンストリームを事業領域として活動しており、各種石油製品の販売を行う他、ガソリンスタンドの建設・賃貸業務、ガソリンスタンド運営・会社経営に関するサポート業務を手掛けている。
自社ブランドマークのガソリンスタンドとして、スリーダイヤマークを掲げたブランド展開を行っている他、ENEOS、apollostation、コスモ石油等の各ブランドでも運営を行っている。
また、三菱商事を中心とした三菱グループは三重県四日市市に所在する昭和四日市石油の株式を25%保有しており、昭和四日市石油から精製される製品の引取を行っている。
2015年10月1日に、船舶用燃料油・道路アスファルト販売を主な事業とするエムシー・エネルギー株式会社を吸収合併するとともに、三菱商事株式会社の石油事業本部を承継し、商号を三菱商事エネルギー株式会社に変更した。

## 沿革
- 1990年（平成2年）1月 - 三菱商事の石油リテール本部を分社し三菱商事石油株式会社を設立。
- 1992年（平成4年）7月 - アスファルト部門を分社化し、エムシー・アスファルト株式会社（エムシー・エネルギー株式会社）を設立。
- 1996年（平成8年）7月 - ジャスコ（現在のイオン）及び三菱商事との合弁でメガペトロを設立。
- 1998年（平成10年）9月 - 三菱石油との合弁でネクステージ中部・ネクステージ九州を設立。
- 1999年（平成11年）3月 - 三菱石油との合弁でネクステージ関西・ネクステージ中国を設立。
- 2001年（平成13年）4月 - オートバックスセブンとの合弁でダイヤバックスを設立。
- 2002年（平成14年）5月 - MICとの合弁でダイヤオイルアンドサポートを設立。
- 2005年（平成17年）5月 - ミヤセキが完全連結子会社となる。
- 2007年（平成19年） - 三菱商事石油・イオンカードがスタート (クレジットカード・ポイントカード)
- 2010年（平成22年）7月 - ネクステージ4社を経営統合、JX日鉱日石エネルギーとの合弁でネクステージが発足（本社は、大阪府豊中市に所在）。
- 2013年（平成25年）7月 - ミヤセキの事業を、株式会社ネクステージが譲受。
- 2015年（平成27年）10月 - 商号（社名）を三菱商事エネルギー株式会社に変更。

## 事業所
- 本社・首都圏支店・関東支店 - 東京都千代田区大手町1丁目1-3 大手センタービル12階
- 需給部 - 東京都千代田区丸の内2丁目3-1 三菱商事ビル13階
- 北海道支店 - 札幌市中央区北2条西4丁目1　北海道ビル4階
- 東北支店 - 仙台市青葉区国分町2-14-18 定禅寺パークビル5階
- 中部支店 - 名古屋市中区錦3丁目5-27 錦中央ビル4階
- 関西支店 - 大阪市北区堂島浜2丁目2-8 東洋紡ビル6階
- 中四国支店 - 広島市中区大手町2-11-2　グランドビル大手町8階
- 九州支店 - 福岡市中央区天神2丁目12-1　天神ビル9階

## 関係会社
- エム・シー・オイル株式会社
- エム･シー･エス・サービス株式会社
- 株式会社ダイヤ昭石
- ネクサスエナジー株式会社
- 株式会社センナンエネルギー

## 油槽所
小名浜石油 - 福島県いわき市に所在する小名浜石油は、親会社である三菱商事が80％出資しており、29.3万坪の敷地内に156万キロリットルの貯油能力を保有している。（原油・重油タンク中心。白油タンクも有り。）三菱商事石油はガソリン・灯油・軽油・A重油のタンクを賃借・活用しており、地域の安定供給に貢献している。

## 提携カード
イオンカードと提携してクレジットカードを発行している。
VISA・MASTER・JCBのいずれかを選択でき、スリーダイヤマークのガソリンスタンドでカードを利用すると『ときめきポイント』が2倍になる等の特典がある。

## 備考
かつての三菱石油とは直接の資本関係は存在しないものの、合弁で販売会社であるネクサスエナジーを設立・運営しており、提携関係にある。
一方で出光興産との合弁の販売会社のダイヤ昭石には親会社の三菱商事とともに出資しており、apollostationブランドのガソリンスタンドおよび同じ三菱商事傘下のローソンに併設のapollostationの製品を販売するガソリンスタンドを展開している。